# Hierotheos Vlachos

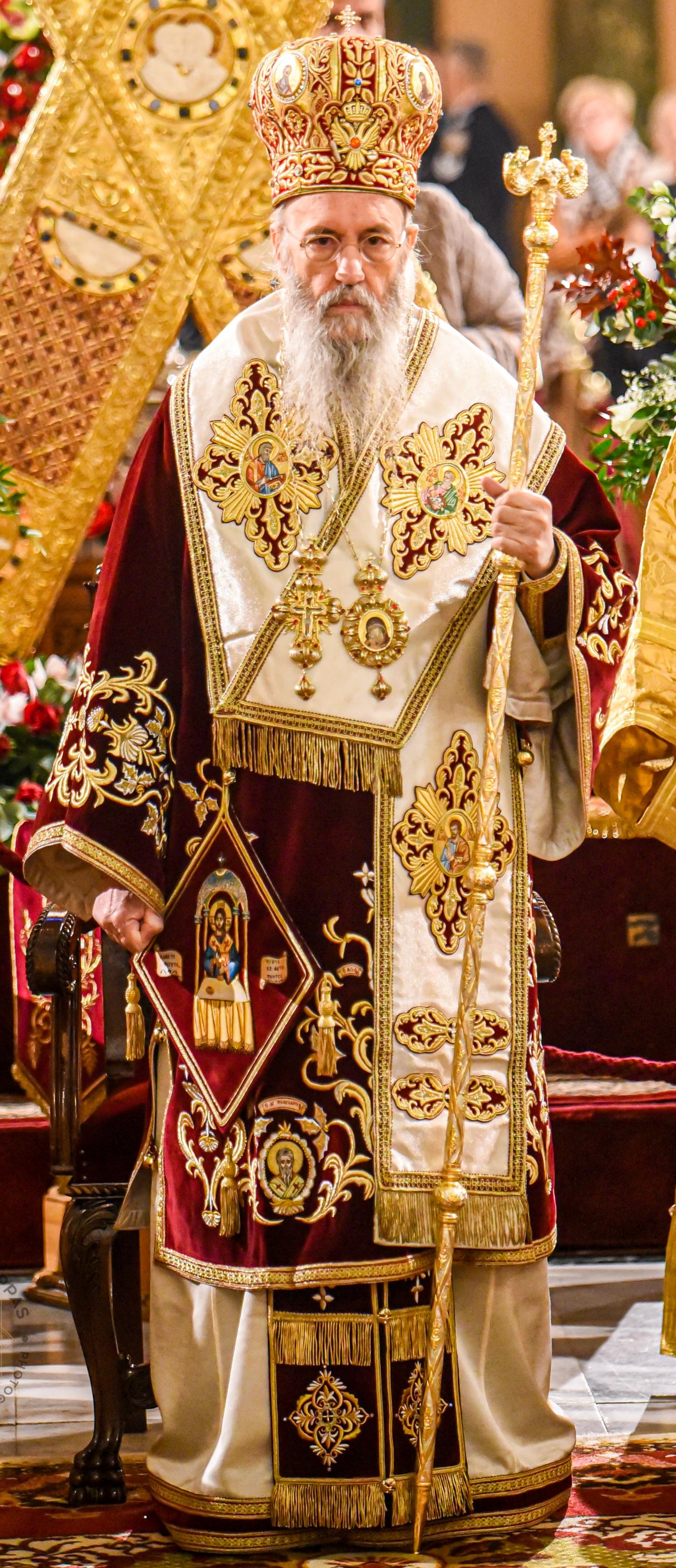
Hierotheos Vlachos (2022)

Hierotheos Vlachos (griechisch: Μητροπολίτης Ιερόθεος, bürgerlicher Name: Georgios Vlachos, griechisch: Γεώργιος Βλάχος, * 1945 in Ioannina, Griechenland) ist ein orthodoxer Bischof und Metropolit von Nafpaktos in der Kirche von Griechenland sowie ein bedeutender orthodoxer Theologe.

## Leben
Vlachos studierte an der Aristoteles-Universität Thessaloniki und machte dort den Abschluss in orthodoxer Theologie. 1971 wurde er zum Diakon und 1972 zum Priester geweiht. 1988 war er Archimandrit auf dem Athos. Am 20. Juli 1995 erfolgte seine Bischofsweihe sowie seine Wahl zum Bischof von Nafpaktos. Seither ist er Bischof des Metropolitanbistums Nafpaktos und Agios Vlasios.
Bischof Hierotheos unterrichtete einige Jahre Griechisch sowie orthodoxe Ethik am Theologischen Institut St. Johannes von Damaskus der Universität des Griechisch-Orthodoxen Patriarchats von Antiochien im nördlichen Libanon. Schon in seiner Jugend hat sich Bischof Hierotheos sehr mit den Väterschriften befasst und auch eine Zeitlang in den Bibliotheken des Athos recherchiert sowie Texte gesammelt. Hierbei galt sein besonderes Interesse der Theologie und Spiritualität des Gregor Palamas.
Hierotheos Vlachos hat viele Bücher und Aufsätze veröffentlicht, überwiegend zu spirituellen Themen. Die meisten seiner Bücher wurden auch auf Englisch sowie weitere Sprachen übersetzt. Eines seiner wichtigsten Werke ist das Buch Orthodoxe Psychotherapie. Die Theologie von Bischof Hierotheos ist stark von Johannes Romanidis beeinflusst, dem eine therapeutisch-asketische Sicht des Glaubens auf akademischem Niveau sowie eine Orientierung am Hesychasmus wichtig war.
Sein in deutscher Sprache veröffentlichter Aufsatz Orthodoxe Spiritualität – eine kurze Einführung gilt als Standardtext zur orthodoxen Spiritualität. Vlachos gilt als einer der innigsten Kenner der Spiritualität von Gregor Palamas und versucht diese im Rahmen der Tradition weiterzuentwickeln.

## Ehrungen
Sein Buch Der Begriff der Person in der orthodoxen Tradition erhielt den ersten Preis der Akademie von Athen als „beste theologische Publikation der Jahre 1991 bis 1996“.

## Veröffentlichungen (Auswahl)
- Hesychia and Theology. The Context for Man's Healing in the Orthodox Church, 2007, ISBN 978-960-7070-60-9
- The Person in the Orthodox Tradition, 1999, ISBN 960-7070-40-2.
- Orthodox Psychotherapy, 1994, ISBN 960-7070-20-8
- The Illness and Cure of the Soul in the Orthodox Tradition, 1993, ISBN 960-7070-18-6